# Список тенісистів, які були першою ракеткою світу в одиночному розряді

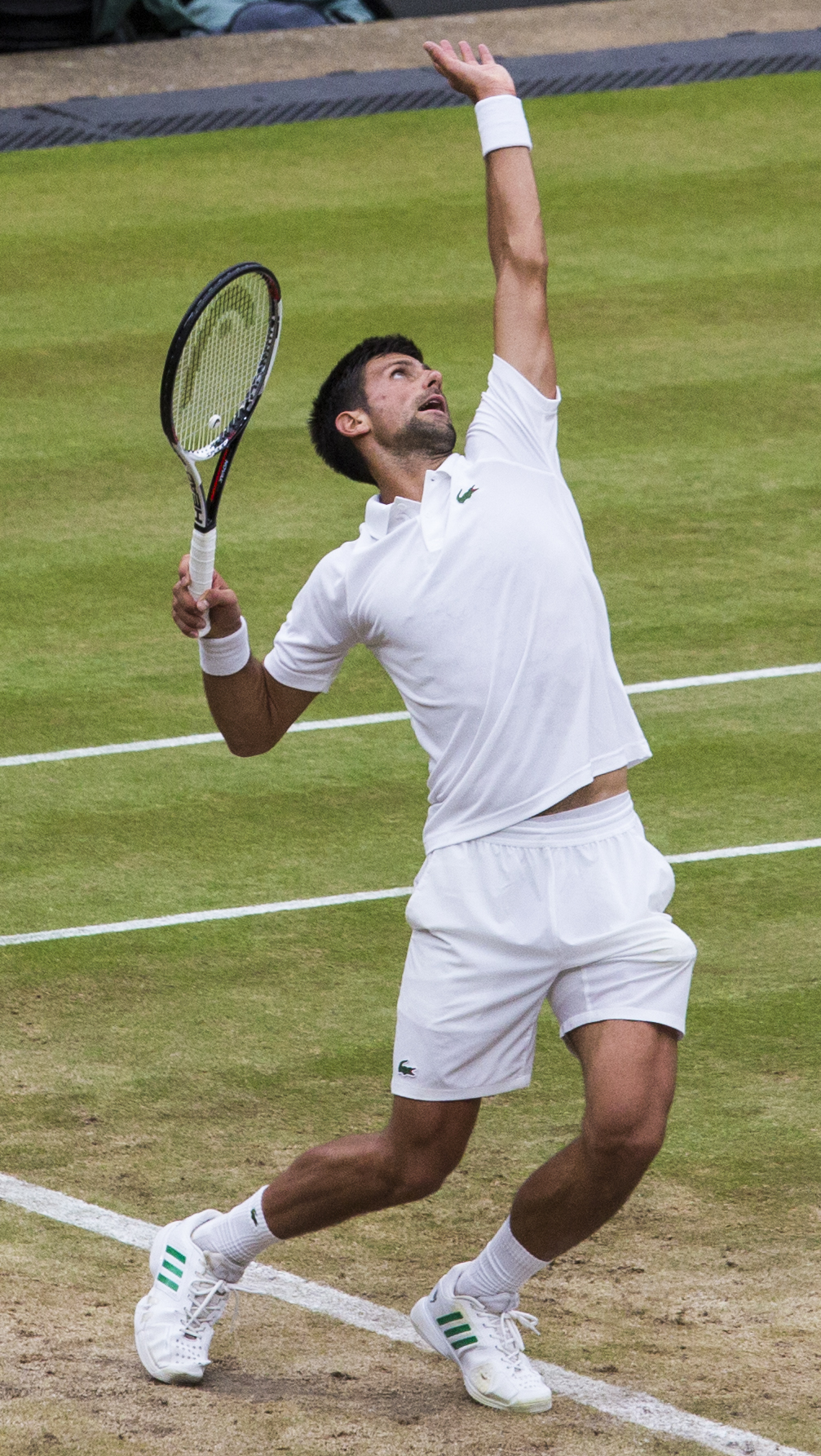
Новак Джокович, рекордсмен за часом у статусі першої ракетки світу

Рейтинг ATP — система оцінки досягнень гравців у теніс серед чоловіків, яку використовує Асоціація тенісистів-професіоналів. Перша ракетка світу — це гравець, який набрав найбільшу кількість очок серед усіх гравців за останні 52 тижні. Очки нараховуються залежно від того, як вдало гравець виступає на турнірах різних категорій. Рейтинг оновлюється щопонеділка.
З моменту введення рейтингу АТР система підрахунку очок неодноразово зазнавала змін. З 2009 року рейтинг обчислюється з урахуванням 18 найкращих результатів кожного тенісиста, у тому числі обов'язковими є результати виступів на чотирьох турнірах Великого шлему, восьми турнірах серії Мастерс (Мастерс Монте-Карло не є обов'язковим), чотирьох турнірах серії ATP 500 (один із них має бути після US Open) і двох інших турнірах. В рейтингу гравців, що за підсумками року кваліфікувалися на ATP World Tour Finals, враховується 19 турнірів.
Новак Джокович є рекордсменом за загальною кількістю тижнів в якості першої ракетки світу, тримаючи це звання 428 тижнів, а Роджер Федерер провівши на вершині 237 тижнів поспіль є рекордсменом за кількістю послідовних тижнів у цьому статусі. Новак Джокович також тримає рекорд за кількістю сезонів, завершених на першому місці рейтингу, що йому вдалось зробити 8 разів. Два гравці, Іван Лендл і Марсело Ріос, досягли № 1, не вигрававши турнір Великого шлема. Лендл досяг № 1 21 лютого 1983 року, а свій перший ТВШ виграв тільки на Ролан Гаррос 1984. Ріос досяг № 1 30 березня 1998 року, і він є єдиною першою ракеткою в історії, хто так і не виграв турнір Великого шлема. Патрік Рафтер провів найменшу кількість тижнів під номером 1 (один тиждень). 
Карлос Алькарас є наймолодшим гравцем, який став першою ракеткою світу (19 років, 4 місяці) та наймолодшим гравцем, що закінчив рік на першому місці рейтингу (19 років, 7 місяців). Новак Джокович є найстарішим гравцем, який був першою ракеткою світу (37 років, 16 днів) та найстарішим гравцем, що закінчив рік на першому місці рейтингу (36 років, 7 місяців).
З 1973 року 29 тенісистів ставали першими ракетками світу. Останнім гравцем, який долучився до списку, став Яннік Сіннер після півфіналу Ролан Гаррос 2024.

## Гравці, які досягали №1 рейтингу
|  | Чинний № 1 (кількість тижнів оновлюється автоматично) |
|  | Абсолютний рекорд                                     |

| #                       | Країна                  | Гравець                 | Початок           | Кінець            | Кількість тижнів | Всього тижнів |
| ----------------------- | ----------------------- | ----------------------- | ----------------- | ----------------- | ---------------- | ------------- |
| 1                       | Румунія                 | Іліє Настасе            | 23 серпня 1973    | 2 червня 1974     | 40               | 40            |
| 2                       | Австралія               | Джон Ньюкомб            | 3 червня 1974     | 28 липня 1974     | 8                | 8             |
| 3                       | США                     | Джиммі Коннорс          | 29 липня 1974     | 22 серпня 1977    | 160              | 160           |
| 4                       | Швеція                  | Бйорн Борг              | 23 серпня 1977    | 29 серпня 1977    | 1                | 1             |
|                         | США                     | Джиммі Коннорс (2)      | 30 серпня 1977    | 8 квітня 1979     | 84               | 244           |
|                         | Швеція                  | Бйорн Борг (2)          | 9 квітня 1979     | 20 травня 1979    | 6                | 7             |
|                         | США                     | Джиммі Коннорс (3)      | 21 травня 1979    | 8 липня 1979      | 7                | 251           |
|                         | Швеція                  | Бйорн Борг (3)          | 9 липня 1979      | 2 березня 1980    | 34               | 41            |
| 5                       | США                     | Джон Макінрой           | 3 березня 1980    | 23 березня 1980   | 3                | 3             |
|                         | Швеція                  | Бйорн Борг (4)          | 24 березня 1980   | 10 серпня 1980    | 20               | 61            |
|                         | США                     | Джон Макінрой (2)       | 11 серпня 1980    | 17 серпня 1980    | 1                | 4             |
|                         | Швеція                  | Бйорн Борг (5)          | 18 серпня 1980    | 5 липня 1981      | 46               | 107           |
|                         | США                     | Джон Макінрой (3)       | 6 липня 1981      | 19 липня 1981     | 2                | 6             |
|                         | Швеція                  | Бйорн Борг (6)          | 20 липня 1981     | 2 серпня 1981     | 2                | 109           |
|                         | США                     | Джон Макінрой (4)       | 3 серпня 1981     | 12 вересня 1982   | 58               | 64            |
|                         | США                     | Джиммі Коннорс (4)      | 13 вересня 1982   | 31 жовтня 1982    | 7                | 258           |
|                         | США                     | Джон Макінрой (5)       | 1 листопада 1982  | 7 листопада 1982  | 1                | 65            |
|                         | США                     | Джиммі Коннорс (5)      | 8 листопада 1982  | 14 листопада 1982 | 1                | 259           |
|                         | США                     | Джон Макінрой (6)       | 15 листопада 1982 | 30 січня 1983     | 11               | 76            |
|                         | США                     | Джиммі Коннорс (6)      | 31 січня 1983     | 6 лютого 1983     | 1                | 260           |
|                         | США                     | Джон Макінрой (7)       | 7 лютого 1983     | 13 лютого 1983    | 1                | 77            |
|                         | США                     | Джиммі Коннорс (7)      | 14 лютого 1983    | 27 лютого 1983    | 2                | 262           |
| 6                       | Чехословаччина          | Іван Лендл              | 28 лютого 1983    | 15 травня 1983    | 11               | 11            |
|                         | США                     | Джиммі Коннорс (8)      | 16 травня 1983    | 5 червня 1983     | 3                | 265           |
|                         | США                     | Джон Макінрой (8)       | 6 червня 1983     | 12 червня 1983    | 1                | 78            |
|                         | США                     | Джиммі Коннорс (9)      | 13 червня 1983    | 3 липня 1983      | 3                | 268           |
|                         | США                     | Джон Макінрой (9)       | 4 липня 1983      | 30 жовтня 1983    | 17               | 95            |
|                         | Чехословаччина          | Іван Лендл (2)          | 31 жовтня 1983    | 11 грудня 1983    | 6                | 17            |
|                         | США                     | Джон Макінрой (10)      | 12 грудня 1983    | 8 січня 1984      | 4                | 99            |
|                         | Чехословаччина          | Іван Лендл (3)          | 9 січня 1984      | 11 березня 1984   | 9                | 26            |
|                         | США                     | Джон Макінрой (11)      | 12 березня 1984   | 10 червня 1984    | 13               | 112           |
|                         | Чехословаччина          | Іван Лендл (4)          | 11 червня 1984    | 17 червня 1984    | 1                | 27            |
|                         | США                     | Джон Макінрой (12)      | 18 червня 1984    | 8 липня 1984      | 3                | 115           |
|                         | Чехословаччина          | Іван Лендл (5)          | 9 липня 1984      | 12 серпня 1984    | 5                | 32            |
|                         | США                     | Джон Макінрой (13)      | 13 серпня 1984    | 18 серпня 1985    | 53               | 168           |
|                         | Чехословаччина          | Іван Лендл (6)          | 19 серпня 1985    | 25 серпня 1985    | 1                | 33            |
|                         | США                     | Джон Макінрой (14)      | 26 серпня 1985    | 8 вересня 1985    | 2                | 170           |
|                         | Чехословаччина          | Іван Лендл (7)          | 9 вересня 1985    | 11 вересня 1988   | 157              | 190           |
| 7                       | Швеція                  | Матс Віландер           | 12 вересня 1988   | 29 січня 1989     | 20               | 20            |
|                         | Чехословаччина          | Іван Лендл (8)          | 30 січня 1989     | 12 серпня 1990    | 80               | 270           |
| 8                       | Швеція                  | Стефан Едберг           | 13 серпня 1990    | 27 січня 1991     | 24               | 24            |
| 9                       | Німеччина               | Борис Беккер            | 28 січня 1991     | 17 лютого 1991    | 3                | 3             |
|                         | Швеція                  | Стефан Едберг (2)       | 18 лютого 1991    | 7 липня 1991      | 20               | 44            |
|                         | Німеччина               | Борис Беккер (2)        | 8 липня 1991      | 8 вересня 1991    | 9                | 12            |
|                         | Швеція                  | Стефан Едберг (3)       | 9 вересня 1991    | 9 лютого 1992     | 22               | 66            |
| 10                      | США                     | Джим Кур'є              | 10 лютого 1992    | 22 березня 1992   | 6                | 6             |
|                         | Швеція                  | Стефан Едберг (4)       | 23 березня 1992   | 12 квітня 1992    | 3                | 69            |
|                         | США                     | Джим Кур'є (2)          | 13 квітня 1992    | 13 вересня 1992   | 22               | 28            |
|                         | Швеція                  | Стефан Едберг (5)       | 14 вересня 1992   | 4 жовтня 1992     | 3                | 72            |
|                         | США                     | Джим Кур'є (3)          | 5 жовтня 1992     | 11 квітня 1993    | 27               | 55            |
| 11                      | США                     | Піт Сампрас             | 12 квітня 1993    | 22 серпня 1993    | 19               | 19            |
|                         | США                     | Джим Кур'є (4)          | 23 серпня 1993    | 12 вересня 1993   | 3                | 58            |
|                         | США                     | Піт Сампрас (2)         | 13 вересня 1993   | 9 квітня 1995     | 82               | 101           |
| 12                      | США                     | Андре Агассі            | 10 квітня 1995    | 5 листопада 1995  | 30               | 30            |
|                         | США                     | Піт Сампрас (3)         | 6 листопада 1995  | 28 січня 1996     | 12               | 113           |
|                         | США                     | Андре Агассі (2)        | 29 січня 1996     | 11 лютого 1996    | 2                | 32            |
| 13                      | Австрія                 | Томас Мустер            | 12 лютого 1996    | 18 лютого 1996    | 1                | 1             |
|                         | США                     | Піт Сампрас (4)         | 19 лютого 1996    | 10 березня 1996   | 3                | 116           |
|                         | Австрія                 | Томас Мустер (2)        | 11 березня 1996   | 14 квітня 1996    | 5                | 6             |
|                         | США                     | Піт Сампрас (5)         | 15 квітня 1996    | 29 березня 1998   | 102              | 218           |
| 14                      | Чилі                    | Марсело Ріос            | 30 березня 1998   | 26 квітня 1998    | 4                | 4             |
|                         | США                     | Піт Сампрас (6)         | 27 квітня 1998    | 9 серпня 1998     | 15               | 233           |
|                         | Чилі                    | Марсело Ріос (2)        | 10 серпня 1998    | 23 серпня 1998    | 2                | 6             |
|                         | США                     | Піт Сампрас (7)         | 24 серпня 1998    | 14 березня 1999   | 29               | 262           |
| 15                      | Іспанія                 | Карлос Мойя             | 15 березня 1999   | 28 березня 1999   | 2                | 2             |
|                         | США                     | Піт Сампрас (8)         | 29 березня 1999   | 2 травня 1999     | 5                | 267           |
| 16                      | Росія                   | Євген Кафельников       | 3 травня 1999     | 13 червня 1999    | 6                | 6             |
|                         | США                     | Піт Сампрас (9)         | 14 червня 1999    | 4 липня 1999      | 3                | 270           |
|                         | США                     | Андре Агассі (3)        | 5 липня 1999      | 25 липня 1999     | 3                | 35            |
| 17                      | Австралія               | Патрік Рафтер           | 26 липня 1999     | 1 серпня 1999     | 1                | 1             |
|                         | США                     | Піт Сампрас (10)        | 2 серпня 1999     | 12 вересня 1999   | 6                | 276           |
|                         | США                     | Андре Агассі (4)        | 13 вересня 1999   | 10 вересня 2000   | 52               | 87            |
|                         | США                     | Піт Сампрас (11)        | 11 вересня 2000   | 19 листопада 2000 | 10               | 286           |
| 18                      | Росія                   | Марат Сафін             | 20 листопада 2000 | 3 грудня 2000     | 2                | 2             |
| 19                      | Бразилія                | Густаво Куертен         | 4 грудня 2000     | 28 січня 2001     | 8                | 8             |
|                         | Росія                   | Марат Сафін (2)         | 29 січня 2001     | 25 лютого 2001    | 4                | 6             |
|                         | Бразилія                | Густаво Куертен (2)     | 26 лютого 2001    | 1 квітня 2001     | 5                | 13            |
|                         | Росія                   | Марат Сафін (3)         | 2 квітня 2001     | 22 квітня 2001    | 3                | 9             |
|                         | Бразилія                | Густаво Куертен (3)     | 23 квітня 2001    | 18 листопада 2001 | 30               | 43            |
| 20                      | Австралія               | Ллейтон Г'юїтт          | 19 листопада 2001 | 27 квітня 2003    | 75               | 75            |
|                         | США                     | Андре Агассі (5)        | 28 квітня 2003    | 11 травня 2003    | 2                | 89            |
|                         | Австралія               | Ллейтон Г'юїтт (2)      | 12 травня 2003    | 15 червня 2003    | 5                | 80            |
|                         | США                     | Андре Агассі (6)        | 16 червня 2003    | 7 вересня 2003    | 12               | 101           |
| 21                      | Іспанія                 | Хуан Карлос Ферреро     | 8 вересня 2003    | 2 листопада 2003  | 8                | 8             |
| 22                      | США                     | Енді Роддік             | 3 листопада 2003  | 1 лютого 2004     | 13               | 13            |
| 23                      | Швейцарія               | Роджер Федерер          | 2 лютого 2004     | 17 серпня 2008    | 237              | 237           |
| 24                      | Іспанія                 | Рафаель Надаль          | 18 серпня 2008    | 5 липня 2009      | 46               | 46            |
|                         | Швейцарія               | Роджер Федерер (2)      | 6 липня 2009      | 6 червня 2010     | 48               | 285           |
|                         | Іспанія                 | Рафаель Надаль (2)      | 7 червня 2010     | 3 липня 2011      | 56               | 102           |
| 25                      | Сербія                  | Новак Джокович          | 4 липня 2011      | 8 липня 2012      | 53               | 53            |
|                         | Швейцарія               | Роджер Федерер (3)      | 9 липня 2012      | 4 листопада 2012  | 17               | 302           |
|                         | Сербія                  | Новак Джокович (2)      | 5 листопада 2012  | 6 жовтня 2013     | 48               | 101           |
|                         | Іспанія                 | Рафаель Надаль (3)      | 7 жовтня 2013     | 6 липня 2014      | 39               | 141           |
|                         | Сербія                  | Новак Джокович (3)      | 7 липня 2014      | 6 листопада 2016  | 122              | 223           |
| 26                      | Велика Британія         | Енді Маррей             | 7 листопада 2016  | 20 серпня 2017    | 41               | 41            |
|                         | Іспанія                 | Рафаель Надаль (4)      | 21 серпня 2017    | 18 лютого 2018    | 26               | 167           |
|                         | Швейцарія               | Роджер Федерер (4)      | 19 лютого 2018    | 1 квітня 2018     | 6                | 308           |
|                         | Іспанія                 | Рафаель Надаль (5)      | 2 квітня 2018     | 13 травня 2018    | 6                | 173           |
|                         | Швейцарія               | Роджер Федерер (5)      | 14 травня 2018    | 20 травня 2018    | 1                | 309           |
|                         | Іспанія                 | Рафаель Надаль (6)      | 21 травня 2018    | 17 червня 2018    | 4                | 177           |
|                         | Швейцарія               | Роджер Федерер (6)      | 18 червня 2018    | 24 червня 2018    | 1                | 310           |
|                         | Іспанія                 | Рафаель Надаль (7)      | 25 червня 2018    | 4 листопада 2018  | 19               | 196           |
|                         | Сербія                  | Новак Джокович (4)      | 5 листопада 2018  | 3 листопада 2019  | 52               | 275           |
|                         | Іспанія                 | Рафаель Надаль (8)      | 4 листопада 2019  | 2 лютого 2020     | 13               | 209           |
|                         | Сербія                  | Новак Джокович (5)      | 3 лютого 2020     | 22 березня 2020   | 7                | 282           |
| Рейтинг ATP призупинено | Рейтинг ATP призупинено | Рейтинг ATP призупинено | 23 березня 2020   | 23 серпня 2020    | 22               | 22            |
|                         | Сербія                  | Новак Джокович (5)      | 24 серпня 2020    | 27 лютого 2022    | 79 (86)          | 361           |
| 27                      | без країни              | Данило Медведєв         | 28 лютого 2022    | 20 березня 2022   | 3                | 3             |
|                         | Сербія                  | Новак Джокович (6)      | 21 березня 2022   | 12 червня 2022    | 12               | 373           |
|                         | без країни              | Данило Медведєв (2)     | 13 червня 2022    | 11 вересня 2022   | 13               | 16            |
| 28                      | Іспанія                 | Карлос Алькарас (1)     | 12 вересня 2022   | 29 січня 2023     | 20               | 20            |
|                         | Сербія                  | Новак Джокович (7)      | 30 січня 2023     | 19 березня 2023   | 7                | 380           |
|                         | Іспанія                 | Карлос Алькарас (2)     | 20 березня 2022   | 2 квітня 2023     | 2                | 22            |
|                         | Сербія                  | Новак Джокович (8)      | 3 квітня 2023     | 21 травня 2023    | 7                | 387           |
|                         | Іспанія                 | Карлос Алькарас (3)     | 22 травня 2022    | 11 червня 2023    | 3                | 25            |
|                         | Сербія                  | Новак Джокович (9)      | 12 червня 2023    | 25 червня 2023    | 2                | 389           |
|                         | Іспанія                 | Карлос Алькарас (4)     | 26 червня 2023    | 10 вересня 2023   | 11               | 36            |
|                         | Сербія                  | Новак Джокович (10)     | 11 вересня 2023   | 9 червня 2024     | 39               | 428           |
| 29                      | Італія                  | Яннік Сіннер            | 10 червня 2024    | понині            | 44               | 44            |

## Тижні в ролі №1

### За гравцями

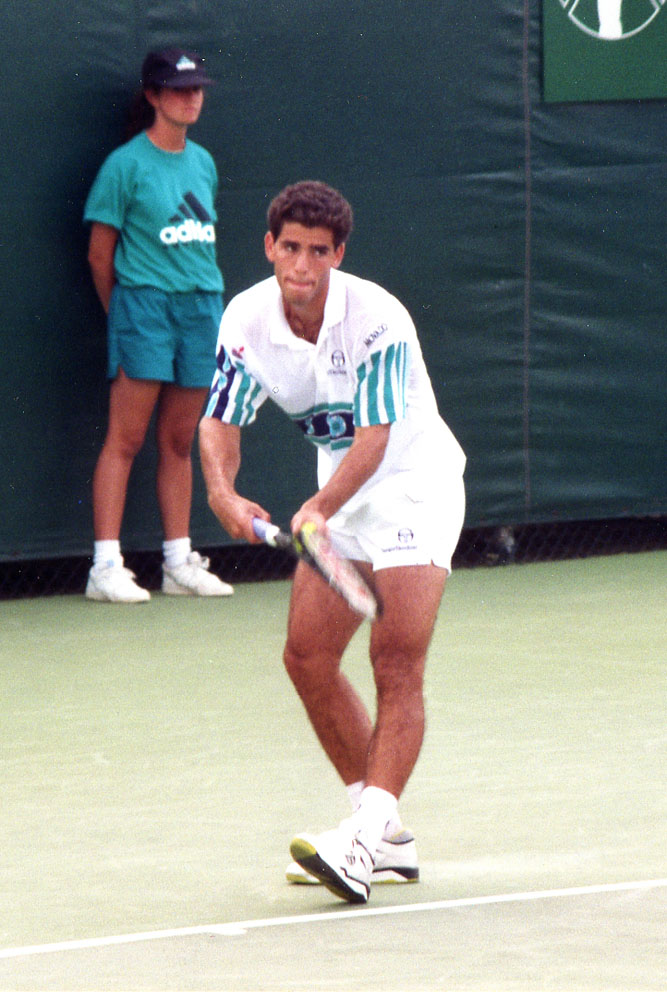
Піт Сампрас провів 286 тижнів на вершині рейтингу (рекорд протримався 12 років).

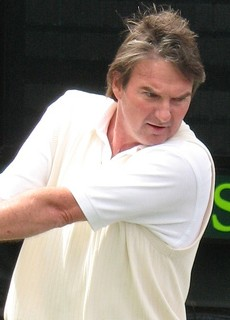
Джиммі Коннорс провів 268 тижнів на вершині рейтингу, включаючи 160 тижнів підряд (рекорд протримався 30 років).

Таблиця зліва показує рейтинг гравців за кількістю тижнів, проведених на вершині рейтингу в сумі.
Таблиця справа показує рейтинг гравців за кількістю тижнів, проведених на вершині рейтингу підряд.
Рейтинг ATP було призупинено на період з 23 березня до 23 серпня 2020 року (22 тижні) через пандемію коронавірусної хвороби.
| Жирний | Чинний № 1                                             |
|        | Чинна серія (кількість тижнів оновлюється автоматично) |
|        | Активні гравці                                         |

| #  | Гравець             | Всього |
| -- | ------------------- | ------ |
| 1  | Новак Джокович      | 428    |
| 2  | Роджер Федерер      | 310    |
| 3  | Піт Сампрас         | 286    |
| 4  | Іван Лендл          | 270    |
| 5  | Джиммі Коннорс      | 268    |
| 6  | Рафаель Надаль      | 209    |
| 7  | Джон Макінрой       | 170    |
| 8  | Бйорн Борг          | 109    |
| 9  | Андре Агассі        | 101    |
| 10 | Ллейтон Г'юїтт      | 80     |
| 11 | Стефан Едберг       | 72     |
| 12 | Джим Кур'є          | 58     |
| 13 | Яннік Сіннер        | 44     |
| 14 | Густаво Куертен     | 43     |
| 15 | Енді Маррей         | 41     |
| 16 | Іліє Настасе        | 40     |
| 17 | Карлос Алькарас     | 36     |
| 18 | Матс Віландер       | 20     |
| 19 | Данило Медведєв     | 16     |
| 20 | Енді Роддік         | 13     |
| 21 | Борис Бекер         | 12     |
| 22 | Марат Сафін         | 9      |
| 23 | Хуан Карлос Ферреро | 8      |
| 23 | Джон Ньюкомб        | 8      |
| 25 | Марсело Ріос        | 6      |
| 25 | Томас Мустер        | 6      |
| 25 | Євген Кафельников   | 6      |
| 28 | Карлос Моя          | 2      |
| 29 | Патрік Рафтер       | 1      |

| #  | Гравець        | Підряд |
| -- | -------------- | ------ |
| 1  | Роджер Федерер | 237    |
| 2  | Джиммі Коннорс | 160    |
| 3  | Іван Лендл     | 157    |
| 4  | Новак Джокович | 122    |
| 5  | Піт Сампрас    | 102    |
| 9  | Новак Джокович | 86     |
| 6  | Джиммі Коннорс | 84     |
| 7  | Піт Сампрас    | 82     |
| 8  | Іван Лендл     | 80     |
| 10 | Ллейтон Г'юїтт | 75     |
| 11 | Джон Макінрой  | 58     |
| 12 | Рафаель Надаль | 56     |
| 13 | Джон Макінрой  | 53     |
| 13 | Новак Джокович | 53     |
| 15 | Андре Агассі   | 52     |
| 15 | Новак Джокович | 52     |

### За країнами
Гравці, що продовжують кар'єру станом на сезон 2025 року позначені жирним шрифтом.

| #  | Країна          | К-сть тижнів | К-сть гравців | Гравці                                                                            |
| -- | --------------- | ------------ | ------------- | --------------------------------------------------------------------------------- |
| 1  | США             | 896          | 6             | Джиммі Коннорс, Джон Макінрой, Джим Кур'є, Піт Сампрас, Андре Агассі, Енді Роддік |
| 2  | Сербія          | 428          | 1             | Новак Джокович                                                                    |
| 3  | Швейцарія       | 310          | 1             | Роджер Федерер                                                                    |
| 4  | Чехословаччина  | 270          | 1             | Іван Лендл                                                                        |
| 5  | Іспанія         | 255          | 4             | Карлос Моя, Хуан Карлос Ферреро, Рафаель Надаль, Карлос Алькарас                  |
| 6  | Швеція          | 201          | 3             | Бйорн Борг, Матс Віландер, Стефан Едберг                                          |
| 7  | Австралія       | 89           | 3             | Джон Ньюкомб, Патрік Рафтер, Ллейтон Г'юїтт                                       |
| 8  | Італія          | 44           | 1             | Яннік Сіннер                                                                      |
| 9  | Бразилія        | 43           | 1             | Густаво Куертен                                                                   |
| 10 | Велика Британія | 41           | 1             | Енді Маррей                                                                       |
| 11 | Румунія         | 40           | 1             | Іліє Настасе                                                                      |
| 12 | без країни      | 16           | 1             | Данило Медведєв                                                                   |
| 13 | Росія           | 15           | 2             | Євген Кафельников, Марат Сафін                                                    |
| 14 | Німеччина       | 12           | 1             | Борис Бекер                                                                       |
| 15 | Австрія         | 6            | 1             | Томас Мустер                                                                      |
| 15 | Чилі            | 6            | 1             | Марсело Ріос                                                                      |

## Гравці, які закінчували рік у статусі №1

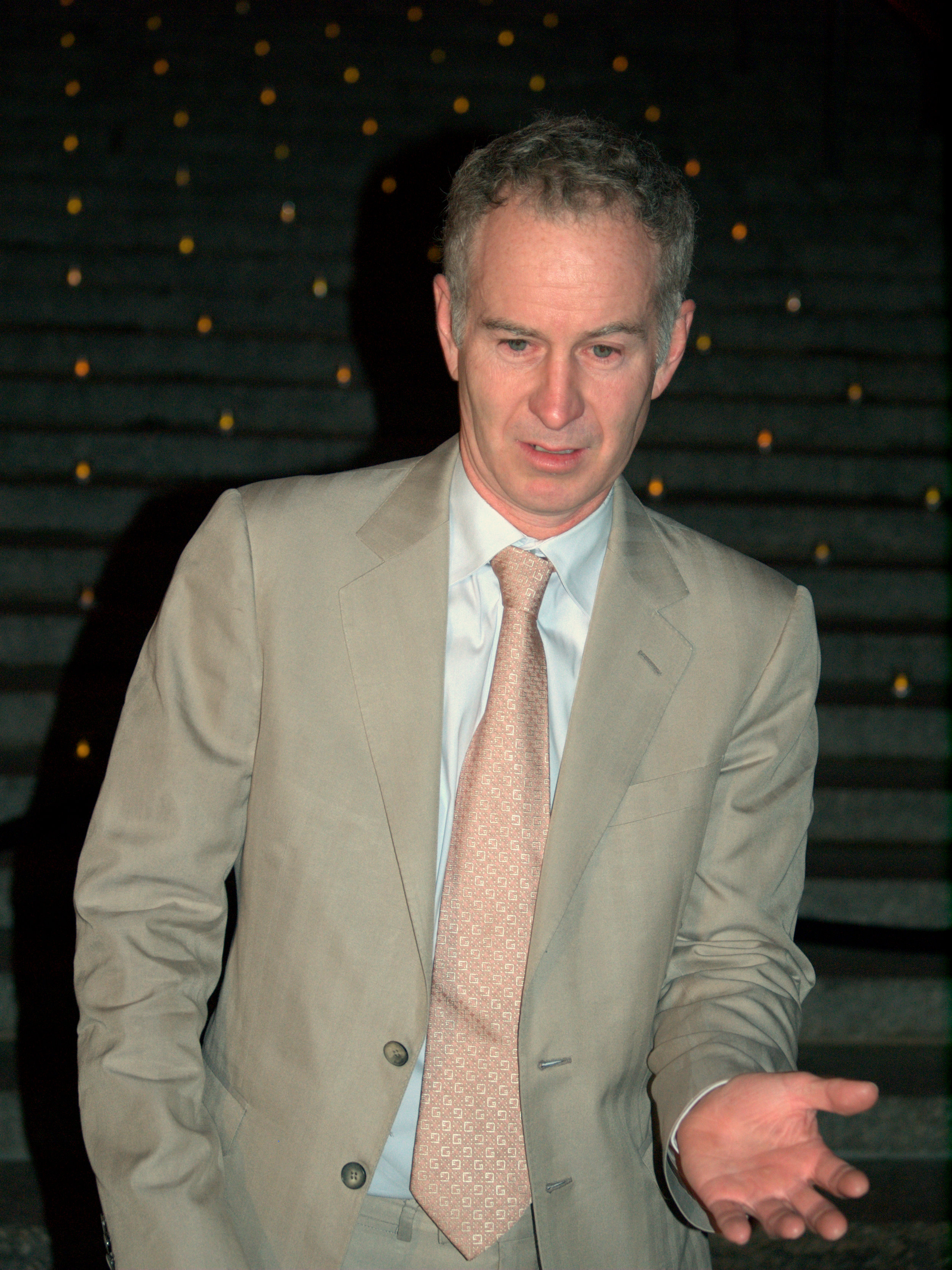
Джон Макінрой закінчував рік на вершині рейтингу чотири роки підряд у 1981—1984.

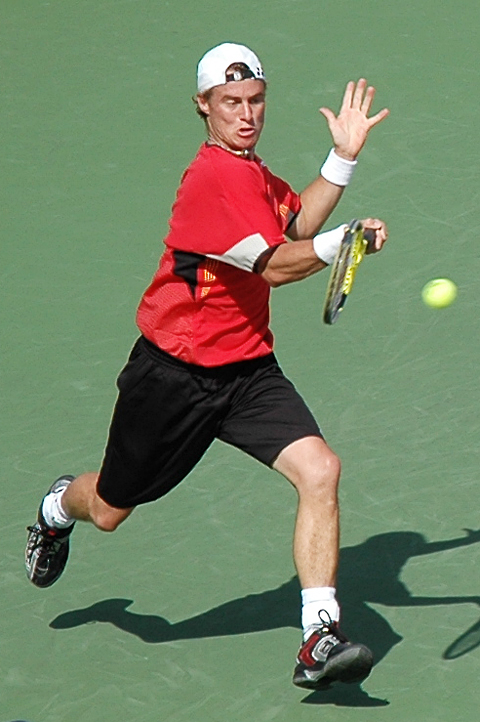
Ллейтон Г'юїтт тримав статус наймолодшого гравця, який став першою ракеткою світу з 2001 по 2022 роки, коли його рекорд був побитий Карлосом Алькарасом.

Перша ракетка світу на кінець року — гравець, який займає перше місце в рейтингу АТР на момент завершення останнього у сезоні турніру (зазвичай у листопаді або грудні).
Тільки 6 гравців зуміли провести весь рік на першому місці рейтингу, не поступившись ним ні на один тиждень. Роджер Федерер — єдиний гравець, хто зробив це тричі поспіль.
|  | Знаходився на 1 місці рейтингу протягом кожного тижня року |

| Рік  | Гравець        |
| ---- | -------------- |
| 1973 | Іліє Настасе   |
| 1974 | Джиммі Коннорс |
| 1975 | Джиммі Коннорс |
| 1976 | Джиммі Коннорс |
| 1977 | Джиммі Коннорс |
| 1978 | Джиммі Коннорс |
| 1979 | Бйорн Борг     |
| 1980 | Бйорн Борг     |
| 1981 | Джон Макінрой  |
| 1982 | Джон Макінрой  |
| 1983 | Джон Макінрой  |
| 1984 | Джон Макінрой  |
| 1985 | Іван Лендл     |
| 1986 | Іван Лендл     |
| 1987 | Іван Лендл     |
| 1988 | Матс Віландер  |
| 1989 | Іван Лендл     |
| 1990 | Стефан Едберг  |
| 1991 | Стефан Едберг  |
| 1992 | Джим Кур'є     |
| 1993 | Піт Сампрас    |
| 1994 | Піт Сампрас    |
| 1995 | Піт Сампрас    |
| 1996 | Піт Сампрас    |
| 1997 | Піт Сампрас    |
| 1998 | Піт Сампрас    |
| 1999 | Андре Агассі   |

| Рік  | Гравець         |
| ---- | --------------- |
| 2000 | Густаво Куертен |
| 2001 | Ллейтон Г'юїтт  |
| 2002 | Ллейтон Г'юїтт  |
| 2003 | Енді Роддік     |
| 2004 | Роджер Федерер  |
| 2005 | Роджер Федерер  |
| 2006 | Роджер Федерер  |
| 2007 | Роджер Федерер  |
| 2008 | Рафаель Надаль  |
| 2009 | Роджер Федерер  |
| 2010 | Рафаель Надаль  |
| 2011 | Новак Джокович  |
| 2012 | Новак Джокович  |
| 2013 | Рафаель Надаль  |
| 2014 | Новак Джокович  |
| 2015 | Новак Джокович  |
| 2016 | Енді Маррей     |
| 2017 | Рафаель Надаль  |
| 2018 | Новак Джокович  |
| 2019 | Рафаель Надаль  |
| 2020 | Новак Джокович  |
| 2021 | Новак Джокович  |
| 2022 | Карлос Алькарас |
| 2023 | Новак Джокович  |
| 2024 | Яннік Сіннер    |

| Років | Гравець         |
| ----- | --------------- |
| 8     | Новак Джокович  |
| 6     | Піт Сампрас     |
| 5     | Джиммі Коннорс  |
| 5     | Роджер Федерер  |
| 5     | Рафаель Надаль  |
| 4     | Джон Макінрой   |
| 4     | Іван Лендл      |
| 2     | Бйорн Борг      |
| 2     | Стефан Едберг   |
| 2     | Ллейтон Г'юїтт  |
| 1     | Іліє Настасе    |
| 1     | Матс Віландер   |
| 1     | Джим Кур'є      |
| 1     | Андре Агассі    |
| 1     | Густаво Куертен |
| 1     | Енді Роддік     |
| 1     | Енді Маррей     |
| 1     | Карлос Алькарас |
| 1     | Яннік Сіннер    |

## Часовий проміжок утримання позиції

### Між першим та останнім днем у статусі першої ракетки світу
| #  | Гравець                                                                                  | Тривалість         | Перший день як № 1 | Останній день як № 1 |
| -- | ---------------------------------------------------------------------------------------- | ------------------ | ------------------ | -------------------- |
| 1  | Роджер Федерер                                                                           | 14 років, 142 дні  | 2 лютого 2004      | 24 червня 2018       |
| 2  | Новак Джокович                                                                           | 12 років, 341 день | 4 липня 2011       | 9 червня 2024        |
| 3  | Рафаель Надаль                                                                           | 11 років, 169 днів | 18 серпня 2008     | 2 лютого 2020        |
| 4  | Джиммі Коннорс                                                                           | 8 років, 339 днів  | 29 липня 1974      | 3 липня 1983         |
| 5  | Андре Агассі                                                                             | 8 років, 150 днів  | 10 квітня 1995     | 7 вересня 2003       |
| 6  | Піт Сампрас                                                                              | 7 років, 221 день  | 12 квітня 1993     | 19 листопада 2000    |
| 7  | Іван Лендл                                                                               | 7 років, 165 днів  | 28 лютого 1983     | 12 серпня 1990       |
| 8  | Джон Макінрой                                                                            | 5 років, 189 днів  | 3 березня 1980     | 8 вересня 1985       |
| 9  | Бйорн Борг                                                                               | 3 роки, 344 дні    | 23 серпня 1977     | 2 серпня 1981        |
| 10 | Стефан Едберг                                                                            | 2 роки, 52 дні     | 13 серпня 1990     | 4 жовтня 1992        |
| 11 | Джим Кур'є                                                                               | 1 рік, 214 днів    | 10 лютого 1992     | 12 вересня 1993      |
| 12 | Ллейтон Г'юїтт                                                                           | 1 рік, 208 днів    | 19 листопада 2001  | 15 червня 2003       |
| 13 | Карлос Алькарас                                                                          | 0 років, 363 дні   | 12 вересня 2022    | 10 вересня 2023      |
| 14 | Густаво Куертен                                                                          | 0 років, 349 днів  | 4 грудня 2000      | 18 листопада 2001    |
| 15 | Яннік Сіннер                                                                             | 0 років, 303 дні   | 10 червня 2024     | 9 квітня 2025        |
| 16 | Енді Маррей                                                                              | 0 років, 286 днів  | 7 листопада 2016   | 20 серпня 2017       |
| 17 | Іліє Настасе                                                                             | 0 років, 283 дні   | 23 серпня 1973     | 2 червня 1974        |
| 18 | Борис Бекер                                                                              | 0 років, 223 дні   | 28 січня 1991      | 8 вересня 1991       |
| 19 | Данило Медведєв                                                                          | 0 років, 195 днів  | 28 лютого 2022     | 11 вересня 2022      |
| 20 | Марат Сафін                                                                              | 0 років, 153 дні   | 20 листопада 2000  | 22 квітня 2001       |
| 21 | Марсело Ріос                                                                             | 0 років, 146 днів  | 30 березня 1998    | 23 квітня 1998       |
| 22 | Матс Віландер                                                                            | 0 років, 139 днів  | 12 вересня 1988    | 29 січня 1989        |
| 23 | Енді Роддік                                                                              | 0 років, 90 днів   | 3 листопада 2003   | 1 лютого 2004        |
| 24 | Томас Мустер                                                                             | 0 років, 62 дні    | 12 лютого 1996     | 14 квітня 1996       |
| 25 | Джон Ньюкомб                                                                             | 0 років, 55 днів   | 3 червня 1974      | 28 липня 1974        |
| 25 | Хуан Карлос Ферреро                                                                      | 0 років, 55 днів   | 8 вересня 2003     | 2 листопада 2003     |
| 27 | Євген Кафельников                                                                        | 0 років, 41 день   | 3 травня 1999      | 13 червня 1999       |
| 28 | Карлос Моя                                                                               | 0 років, 13 днів   | 15 березня 1999    | 28 березня 1999      |
| 29 | Патрік Рафтер                                                                            | 0 років, 6 днів    | 26 липня 1999      | 1 серпня 1999        |
|    | Чинний № 1 станом на 9 квітня 2025 (тривалість та останній день оновлюються автоматично) |                    |                    |                      |

### Між першим та останнім сходженням на перше місце рейтингу
| #  | Гравець         | Тривалість         | Вперше став № 1   | Востаннє став № 1 |
| -- | --------------- | ------------------ | ----------------- | ----------------- |
| 1  | Роджер Федерер  | 14 років, 136 днів | 2 лютого 2004     | 18 червня 2018    |
| 2  | Новак Джокович  | 12 років, 69 днів  | 4 липня 2011      | 11 вересня 2023   |
| 3  | Рафаель Надаль  | 11 років, 78 днів  | 18 серпня 2008    | 4 листопада 2019  |
| 4  | Джиммі Коннорс  | 8 років, 319 днів  | 29 липня 1974     | 13 червня 1983    |
| 5  | Андре Агассі    | 8 років, 67 днів   | 10 квітня 1995    | 16 червня 2003    |
| 6  | Піт Сампрас     | 7 років, 152 дні   | 12 квітня 1993    | 11 вересня 2000   |
| 7  | Іван Лендл      | 5 років, 337 днів  | 28 лютого 1983    | 30 січня 1989     |
| 8  | Джон Макінрой   | 5 років, 176 днів  | 3 березня 1980    | 26 серпня 1985    |
| 9  | Бйорн Борг      | 3 роки, 331 день   | 23 серпня 1977    | 20 липня 1981     |
| 10 | Стефан Едберг   | 2 роки, 32 дні     | 13 серпня 1990    | 14 вересня 1992   |
| 11 | Джим Кур'є      | 1 рік, 194 дні     | 10 лютого 1992    | 23 серпня 1993    |
| 12 | Ллейтон Г'юїтт  | 1 рік, 174 дні     | 19 листопада 2001 | 12 травня 2003    |
| 13 | Карлос Алькарас | 0 років, 287 днів  | 12 вересня 2022   | 26 червня 2023    |
| 14 | Борис Бекер     | 0 років, 161 день  | 28 січня 1991     | 8 липня 1991      |
| 15 | Густаво Куертен | 0 років, 140 днів  | 4 грудня 2000     | 23 квітня 2001    |
| 16 | Марсело Ріос    | 0 років, 133 дні   | 30 березня 1998   | 10 серпня 1998    |
| 16 | Марат Сафін     | 0 років, 133 дні   | 20 листопада 2000 | 2 квітня 2001     |
| 18 | Томас Мустер    | 0 років, 28 днів   | 12 лютого 1996    | 11 березня 1996   |

## Гравці, що були №1 без виграного турніру Великого шлема
| Гравець      | Дата досягнення № 1 | Перший фінал ТВШ                     | Перший титул ТВШ             | Посилання |
| ------------ | ------------------- | ------------------------------------ | ---------------------------- | --------- |
| Іван Лендл   | 28 лютого 1983      | Ролан Гаррос 1981                    | Ролан Гаррос 1984 (1-й із 8) | [ 5 ]     |
| Марсело Ріос | 30 березня 1998     | Australian Open 1998 (1 лютого 1998) | жодного                      | [ 5 ]     |

## Тижні у статусі першої ракетки світу за декадами
Рафаель Надаль — єдиний тенісист, який був першою ракеткою світу у трьох різних декадах (у 2000-них, 2010-х і 2020-х).
- Чинний тенісист №1 позначений жирним шрифтом (кількість тижнів оновлюється автоматично).

| 251 | Коннорс |

| 40 | Настасе |

| 33 | Борг |

| 8 | Ньюкомб |

| 238 | Лендл |

| 170 | Макінрой |

| 76 | Борг |

| 20 | Віландер |

| 17 | Коннорс |

| 276 | Сампрас |

| 72 | Едберг |

| 58 | Кур'є |

| 51 | Агассі |

| 32 | Лендл |

| 12 | Беккер |

| 6 | Мустер, Ріос, Кафельников |

| 2 | Моя |

| 1 | Рафтер |

| 262 | Федерер |

| 80 | Г'юїтт |

| 50 | Агассі |

| 46 | Надаль |

| 43 | Куертен |

| 13 | Роддік |

| 10 | Сампрас |

| 9 | Сафін |

| 8 | Ферреро |

| 275 | Джокович |

| 159 | Надаль |

| 48 | Федерер |

| 41 | Маррей |

| 153 | Джокович |

| 44 | Сіннер |

| 36 | Алькарас |

| 16 | Медведєв |

| 4 | Надаль |